# Swedish grace

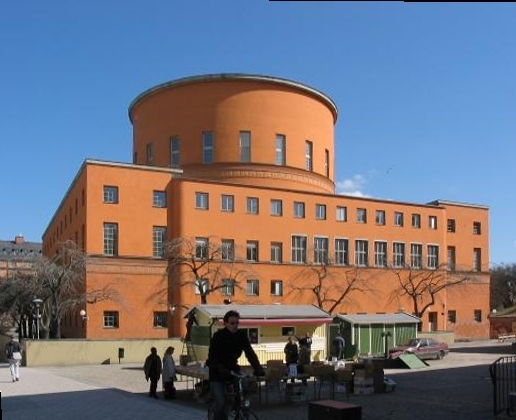
Asplunds Stadsbibliotek in Stockholm, 1928

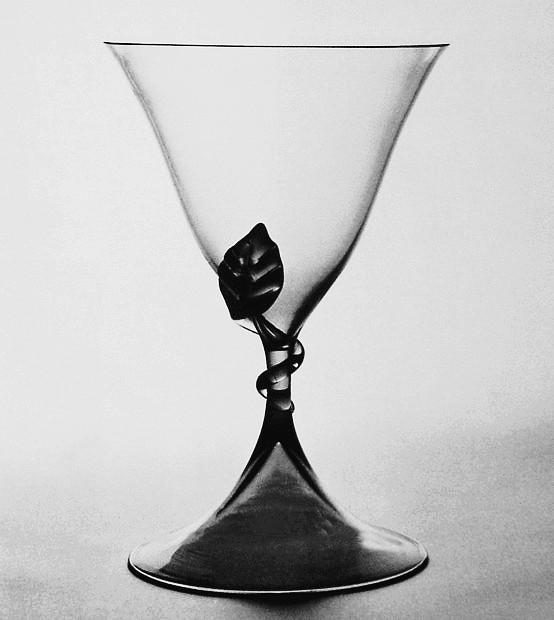
Kunstglas von Simon Gate 1924

Swedish grace oder Swedish modern war eine schwedische Kunstrichtung in Architektur und Designs während der 1920er Jahre, in Schweden auch „Klassizismus der 20er Jahre“ genannt.
Der Begriff „Swedish grace“ wurde 1931 vom britischen Kunstkritiker Morton Shand in der Architekturzeitschrift Architectural Review geprägt. Die kühle, einfache, aber zugleich elegante schwedische Formensprache hatte national und international viele Anhänger gefunden. Der Wunsch nach dem Klassizismus wuchs, nachdem die Nationalromantik mit Vertreten wie Carl Larsson und Anders Zorn ihre Rolle ausgespielt hatte. Man suchte nach sachlicheren und strammeren Formen, entsprechend dem Ideal des späten achtzehnten Jahrhunderts. 
In der Architektur waren hauptsächlich Gunnar Asplund, Ivar Tengbom, Sigurd Lewerentz, Carl Bergsten und Erik Lallerstedt die Verfechter dieses klassizistischen Stils der 1920er Jahre. Mit der Stockholmer Stadtbibliothek, 1918–27 von Gunnar Asplund entworfen, kulminierte die Stilrichtung des Swedish grace, der Übergang zum Funktionalismus hatte bereits begonnen und zwei Jahre später, zur Stockholmer Ausstellung 1930, waren Asplund und viele seiner Kollegen schon zum Funktionalismus übergewechselt, während Carl Bergsten mit der Inneneinrichtung des Luxusliners Kungsholm noch einmal den Swedish grace zu einem Höhepunkt brachte.
Auch das Kunsthandwerk und die Inneneinrichtung wurden vom Swedish grace beeinflusst. Simon Gates und Edward Halds Kunstglas sowie Carl Malmstens Möbel weckten große Aufmerksamkeit auf der Weltausstellung in Paris 1925 „L´Exposition Internationale des Arts Décoratifs et Industriels Modernes“. Der Stil, der in Schweden  „Klassizismus der 20er Jahre“ genannt wurde, bekam auf der Pariser Weltausstellung die im übrigen Europa geläufige Bezeichnung, art déco.